# نترات الليثيوم
 نترات الليثيوم  مركب كيميائي له الصيغة LiNO3، ويكون على شكل بلورات بيضاء، ويوجد بالحالة العادية على شكل ثلاثي هيدرات LiNO3·3 H2O.

## التحضير
يحضر مركب نترات الليثيوم من تفاعل حمض النتريك مع كربونات الليثيوم  أو هيدروكسيد الليثيوم 
{\displaystyle \mathrm {Li_{2}CO_{3}\ +\ 2\ HNO_{3}\ \longrightarrow \ 2\ LiNO_{3}\ +\ CO_{2}\ +\ H_{2}O} }
{\displaystyle \mathrm {LiOH\ +\ HNO_{3}\ \longrightarrow \ LiNO_{3}\ +\ H_{2}O} }

## الخواص
- لمركب نترات الليثيوم انحلالية جيدة في الماء (522 غ/ل عند 20°س)، كما ينحل في الإيثانول، كما أنه شغوف للرطوبة.
- لبلورات نترات الليثيوم قرينة انكسار مقدارها 1.735.[6]
- يمتاز نترات الليثيوم بخواصه المؤكسدة. بتسخين المركب إلى درجات حرارة عالية يحدث تفاعل تفكك بحيث يعطي أكسيد الليثيوم وتنطلق غازات ثنائي أكسيد النيتروجين والأكسجين حسب المعادلة:

{\displaystyle \mathrm {4\ LiNO_{3}\ {\xrightarrow {\triangle }}\ 2\ Li_{2}O\ +\ 4\ NO_{2}\ +\ O_{2}} }

## الاستخدامات
- يزعم أن مركب نترات الليثيوم يستخدم في الألعاب النارية الحاوية على اللون الأحمر وفي القبس الناري. إلا أنه يمكن الحصول على لون مشابه وبطريقة أسهل وذلك باستخدام أملاح الكالسيوم.[7]
- يستخدم نترات الليثيوم كوسط ناقل للحرارة، ويستخدم من أجل تحضير مركبات الليثيوم الأخرى.
- يمزج نترات الليثيوم مع نترات البوتاسيوم، ويستخدم هذا المزيج في عمليات فلكنة بعض أنواع المطاط [8]